# Mesochorus alpestris
Mesochorus alpestris là một loài tò vò trong họ Ichneumonidae.